# Biografer i Sverige
Biografer i Sverige har funnits sedan den första offentliga biografvisningen 1896. De flesta biografer drivs av Filmstaden (AMC Theaters), Svenska Bio, Folkets Hus och Parker, Våra Gårdar samt Folkets Bio.

## Historia
Den första offentliga biografvisningen i Sverige ägde rum i Malmö den 28 juni 1896 på Nordiska industri- och slöjdutställningen i en tillfällig byggnad som kallades Sommar-Teatern. Omkring trettiofem tusen personer besökte kinematografen under de tre månader som utställningen pågick. Då visades mycket korta filmer av den tyske filmpionjären Max Skladanowsky från Berlin.

### De första filmvisningarna

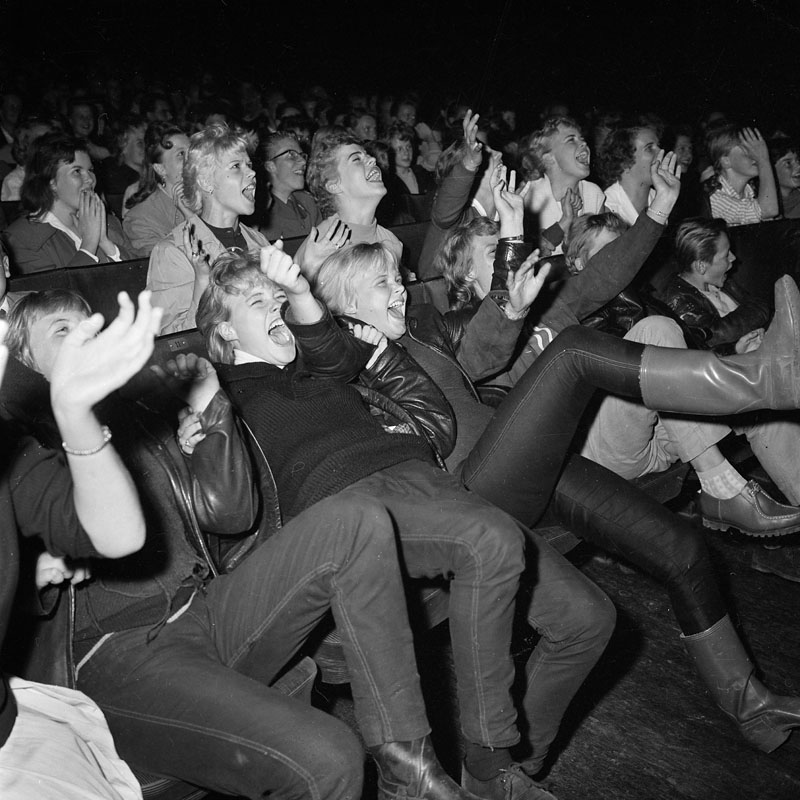
Publik i extas under en föreställning 1957.

Dessa tidiga filmvisningar skedde till en början i vetenskapligt syfte inför en liten skara människor. Allmänhetens intresse för de första filmerna var under de första åren låg, då filmen inte kunde konkurrera med teatern på grund av den primitiva tekniken och de tekniska begränsningarna.
Intresset i Sverige tog fart i samband med en visning som totalt fick över 80 000 besökare under den allmänna konst- och industriutställningen i Stockholm 1897. Bland många attraktioner fanns även visningar av "lefvande bilder". Det skedde i en särskild lokal som låg inom miniatyrstaden Gamla Stockholm och kan ses som stadens första biografsalong. Den hade iordningställts av apotekaren och fotohandlaren Numa Peterson och hans son Mortimer. Lokalen rymde omkring 100 personer och kallades Lumières Kinematograf i Gamla Stockholm. Entréavgiften var 50 öre för vuxna och 25 öre för barn och programmets längd cirka 15–20 minuter. Filminslagen var i regel bara några minuter långa och bestod huvudsakligen av franska inspelningar som reportage, action, farser och diverse filmtricks.
Under det tidiga 1900-talet blev antalet offentliga filmföreställningar allt fler och särskilt framgångsrik blev ljudfilmen "Den odödliga teatern" som ursprungligen framfördes på världsutställningen i Paris år 1900 och nådde över 100 000 besökare vid sin visning i Stockholm.
Sedan ljudfilmen etablerats och tekniken förbättrats ökade möjligheterna till kvalitativt högstående filmer. Produktionen av filmer med underhållningsvärde sattes igång, vilket ledde till ökade publiksiffror och ett lönsamt affärsområde. Den förbättrade berättartekniken och varierande kameravinklar ledde till att det fotografiska skådespel förbättrades i längden och ur ett konsumtionsperspektiv konkurrerade ut den tidigare favoriserade teatern.
Tillfälliga lokaler användes för filmvisning runt om i landet under cirka tio år, och runt 1905 började man bygga egna biografer. Sveriges i dag (2011) äldsta biografer i drift är Saga i Kalmar samt Vingåkers Biograf i Vingåker som båda öppnade 1906.

### Biografens genombrott
Den jordbruksknutna befolkningsspridningen ledde till att de första filmvisningarna i form av stumfilmer begränsade sig till storstäderna under tidigt 1900-tal. Den danska filmpionjären Niels "Le Tort" Jacobsen startade upp flera olika biografer i Sverige. Däribland den första fasta biografen i Sverige som öppnades 1902, hade plats för 160 personer och var belägen i källaren på butiksgallerian Arkaden i Göteborg, en av Sveriges modernaste byggnader för sin tid. Enligt samtida annonser hade biografen inget egentligt namn; man sa antagligen bara Arkaden eller Kinematografen i Göteborgs arkader. Det var först två år senare när Olympia öppnade några tiotal meter längre bort på gatan som man blev tvungen att hålla isär dem, och Göteborgs första biograf fick ett riktigt namn, Alhambra.
I och med en ökad industriell struktur i samband med reglerade arbetstider fick människor genomsnittligt 9 timmar mer fritid per vecka under åren 1905–1920. Vilket möjliggjorde skapandet av en tidskrävande nöjeskultur för folkflertalet. Stumfilmen utbredningen berodde mycket på att språkbarriären var ett litet hinder då undertexterna endast behövdes översättas.
Trots att scenteatern till skillnad från de första filmvisningarna hade färg och ljud hade biograferna ett flertal fördelar som gjorde det möjligt att etablera sig även i mindre städer. Bortsett från de visuella fördelarna som möjliggjorde en reell framställning av diverse miljöer fanns den överlägsna fördelen i det ekonomiska. Filmerna kunde spelas in vid en ort och sedan distribueras över hela landet. En av Sveriges främsta filmstudioanläggningar blev Filmstaden i Råsunda. Den inhemska filmproduktionen i samband med det ökande antalet amerikanska långfilmer som exporterades till den europeiska marknaden möjliggjorde tätare programbyten som ledde till en regelbundet återkommande publik. I och med ljudfilmens genombrott kunde man konkurrera med radio och teater och efterfrågan på svenska talfilmer ledde till att de inhemska filmproduktionerna kunde öka sina marknadsandelar och konkurrera mot amerikanska filmer, även om de fortfarande utgjorde en liten andel av den svenska marknaden.

### Biografspridningen i storstäderna
I början av 1900-talet fanns fasta biografer nästan uteslutande i Sveriges tre största städer – Göteborg, Stockholm och Malmö – och fram tills 1905 var 8 av landets 18 biografer belägna i Göteborg. I och med att större och modernare biografer började att ersätta de mindre kinematograferna skapades en priskonkurrens som ledde till att allt fler tvingades lägga ned sin verksamhet eller spara på annonseringar, en av de få som hade kapital för att annonsera i Göteborg var biografen Cosmorama. Biografspridningen ökade markant de följande åren fram till 1920-talets stora depression och man kunde konstatera att ökningen i huvudsak berodde på biografens spridning i medelstora städer med 5 000–100 000 invånare. I samband med fler biografer och en ökad efterfrågan ökade även biografernas genomsnittsstorlek. I Stockholm hade biograferna år 1905 en genomsnittsstorlek på 167 platser, dessa utökades till 789 platser år 1914. Central-biografen, Vinterpalatset och Odéonteatern hörde till huvudstadens största biografer. Under samma tid växte det även fram biografpalats som påminde mycket om barocktidens teaterstil och erbjöd bekvämlighet åt alla samhällsklasser till ett lägre pris jämfört med teaterpriserna under det tidiga 1900-talet. Cosmorama i Göteborg blev det första palatset i Sverige efter en balkongutbyggnad som erbjöd plats åt ytterligare 400 personer och Röda Kvarn i Stockholm är ett av de kändaste och längst bevarade biografpalatsen i Sverige fram tills sin ombyggnad 2006. 

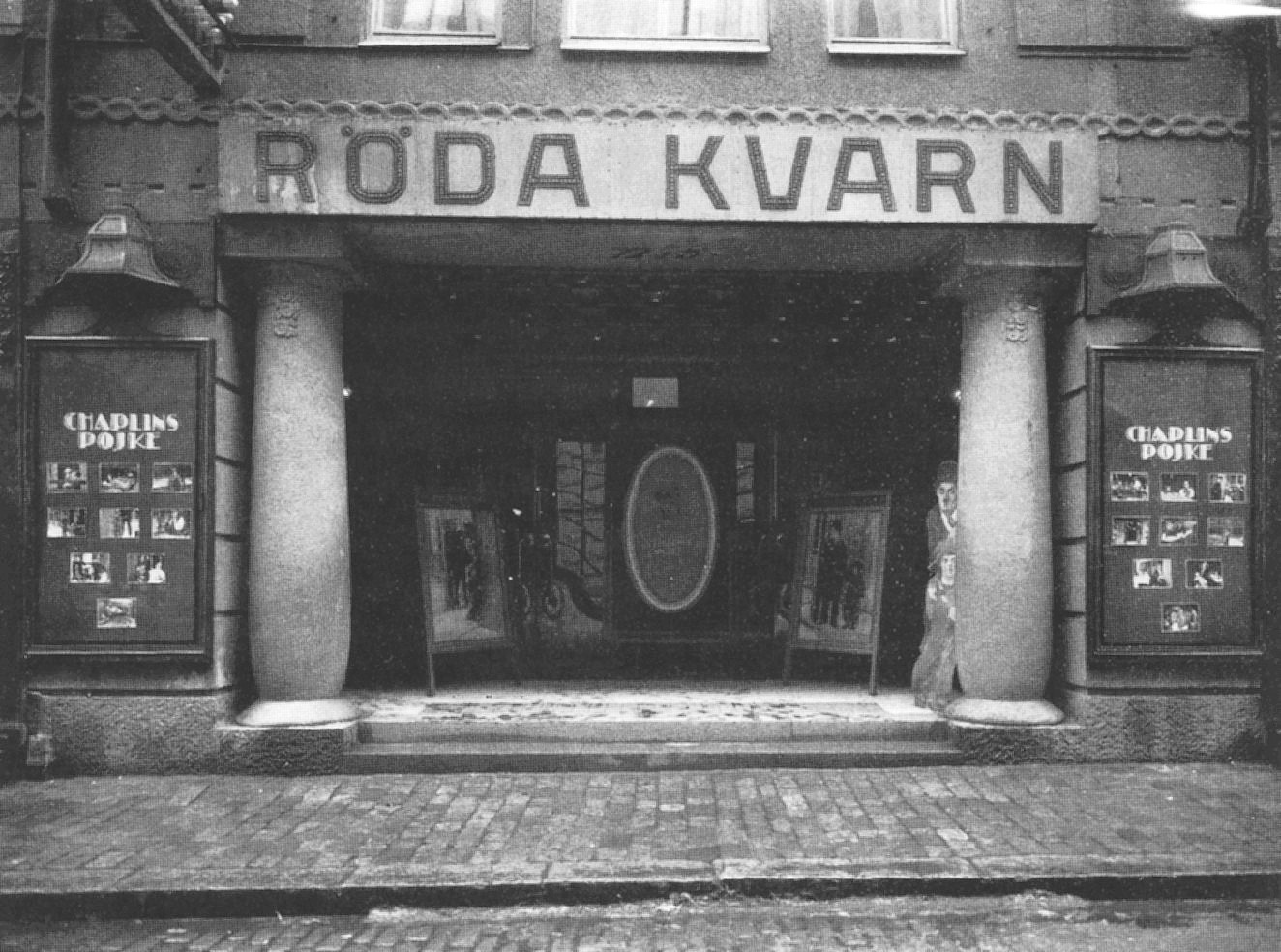
Röda Kvarn 1921

#### Filmproduktion och visning efter 1920
I takt med att filmproduktionernas kostnader började att stiga under 1920-talet blev biografer och filmproducenter tvungna att hitta metoder för fortsatt ökade intäkter men samtidigt erbjuda ett minskat filmutbud på grund av höga kostnader. Producenterna började därför att lansera färre men mer påkostade filmer med flera kända filmstjärnor i samma film. Genom detta kunde man locka till sig fler trendmedvetna ungdomar och barn som utgjorde en stor del av besökarna. Långsiktigt blev färre inspelningar gynnsamt för producenterna och filmdistributörerna hade därmed tid att göra reklam för filmerna långt före premiärerna. Det höga antalet filmer som tidigare visades ledde till att filmer i snitt byttes ut varje vecka. Under 1920-talet gick filmerna betydligt längre på biograferna eftersom det fanns färre filmer att välja mellan för att fylla repertoaren. Under samma tid etablerades premiärbiografer där de nyaste filmerna visades först och sedan distribuerades vidare till kvartersbiografer och i resten av landet beroende på vad de avvaktande biografägarna ville ha i sin repertoar. En films framgång i Stockholm var därmed avgörande för att veta i vilken grad den skulle spridas i resterande Sverige. Begreppet biotopplistor har sitt ursprung från denna tid då antalet veckor på en premiärbiograf användes i marknadsföringssyfte för att symbolisera filmens kommersiella framgång. 

#### Publik och lönsamhet efter 1930
Trots ekonomiska depressioner under 30-talet var biografpubliken konstant till skillnad från industriländer som Tyskland och USA där publiken minskade, särskilt i industristäder där massarbetslösheten bredde ut sig. Ljudfilmens spridning i Sverige samt en ökad produktion av svensktalande filmer var en av orsakerna till den kraftiga publikökningen. Detta ökade även lönsamheten för biografägarna då man i och med ljudfilmen avskedade biografmusiker som tidigare gav ljud åt stumfilmer. Eftersom filmerna som distribuerades ut på landsbygden var de mest framgångsrika och oftast amerikanska ledde det till att efterfrågan på svensktalande filmer och den proportionellt sett ökade publiken var som störst på den svenska landsbygden. Biljettpriset under hela 30-talet var konstant och hade i princip inte förändrats sen 20-talet. Prishöjningarna skedde i samband med den nyinförda statliga nöjesskatten under 1940 då biografägarna fick stigande kostnader och därmed minskade den allmänna lönsamheten. Under 1930-talets slut fanns en rädsla för överetablering inom biografbranschen som då skulle leda till konkurs av nya biografer vid ekonomiska depressioner. Medlemmar i Sveriges biografägarförbund ingick därför i ett nyetableringsavtal, vilket kan beskrivas som kartellavtal och man fokuserade på att rusta upp befintliga salonger.

### "Biografdöden", 1960-talet

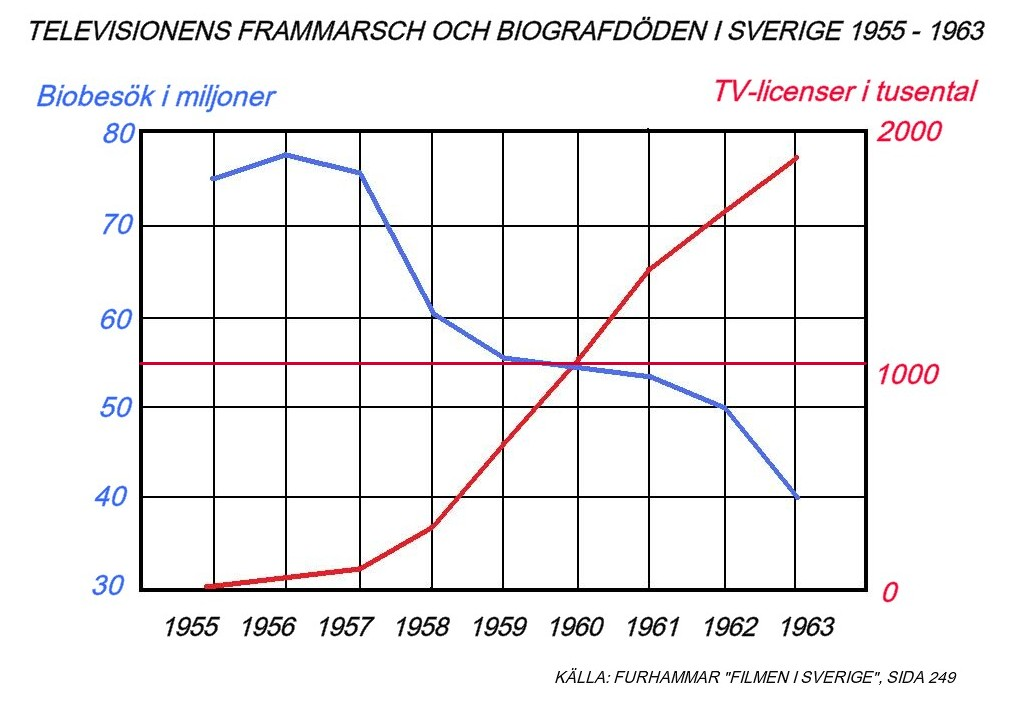
TV:s frammarsch och biobesökens tillbakagång i Sverige mellan 1955 och 1963. Notera att skalan för antalet biobesök är bruten.

Med televisionens intåg i Sverige 1954 började biografernas publiksiffror sjunka dramatiskt. Nu kunde man se rörliga bilder bekvämt hemma i TV-soffan och dricka kaffe från TV-kannan. År 1956 hade Sverige knappt 80 miljoner biobesök per år och sju år senare hade antalet sjunkit till 40 miljoner besök per år. Raset gick fortast i storstäderna. I Stockholm sjönk antalet biobesök från toppnoteringen 16,8 miljoner per år (1956) till 10,5 miljoner per år (1959) och till 6,2 miljoner per år (1969). Samtidigt ökade antal TV-licenser i Sverige från några tusen 1956 till drygt 2 miljoner år 1963.
För att locka tillbaka publiken prövades nya visningsformat med 70 mm film som Cinemascope, Cinerama, Todd-AO och ljud i stereo. Todd-AO presenterades 1958 första gången i Stockholm i Nya Ritz med filmen Jorden runt på 80 dagar (1956). Men den nya tekniken hjälpte inte att locka publiken tillbaka. Raset fortsatte och 1970-71 var publiksiffrorna nere i 26 miljoner besökare per år, vilket innebär att biograferna förlorade nästan två tredjedelar av sina besökare sedan toppnoteringen 1956.
Det krävdes helt nya grepp för att bromsa biografdöden. År 1969 gav Sandrews arkitekt Fredrik von Platen i uppdrag att undersöka problemet. Resultatet blev utredningen "Den lilla biografen". Den gick ut på att flera salonger med olika storlek kunde rymmas i befintliga lokaler. Så kunde en film bli längre kvar i repertoaren, genom att visningen trappades ner från största till minsta salongen. Första biografen som byggdes om efter denna princip på sommaren 1970 blev "Grand 1, 2, 3" i Stockholm. Konceptet med dessa "multibiografer" var lyckat och nu följde många biografer i storstäderna och byggde om sina salonger till flera mindre.

### Efterbiografdöden, 1980-talet-
1980-talet öppnades den första Filmstaden som var Svensk Filmindustris namn på multibiografer. Sedan dess har ett stort antal "Filmstäder" uppstått i Sveriges större städer. Det största är för närvarande (2010) Filmstaden Heron City med arton salonger som innehåller totalt 4166 platser.
Sedan 1990-talet förekommer ingen "biografdöd" nationellt sett men begreppet används av massmedia när enstaka biografer skall läggas ner. Trots hoten från hemmabioanläggningar med högupplösta bildskärmar i jätteformat, DVD-filmer, tillgång till många TV-kanaler samt legal eller illegal nedladdning från internet, har antalet biobesök i Sverige legat på en stabil nivå sedan mitten av 1990-talet. Det visar en studie som utförts av SOM-institutet vid Göteborgs universitet, på uppdrag av Svenska Filminstitutet. I studien framgår att 83 % av den svenska befolkningen fortfarande tycker att film är bäst på bio. Besökssiffrorna under år 2007 uppskattades till knappt 15 miljoner biobesök.

## Kedjor i urval

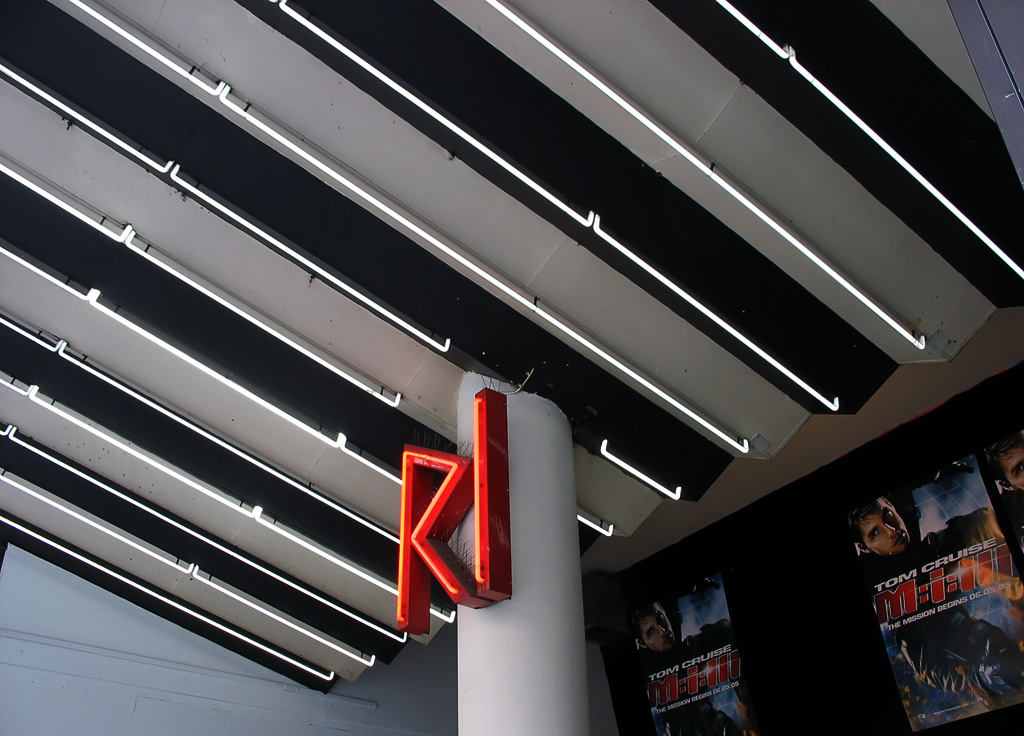
Ri-Teatrarnas logotyp, här utanför Rigoletto på Kungsgatan 16 i Stockholm.

- Astoria Cinemas (2005–2007)
- Björn Biografer
- Cinemascenen
- Europafilm (1930–1984)
- Eurostar
- Lagan Biografer AB
- Filmindustri AB Skandia (1918–1919)
- Filmstaden (startade 1919)
- Folkets bio (startade 1973)
- Folkets hus och parker
- Nordisk Film Bio
- Ri-Teatrarna (1930–1983)
- Sandrews (biografer 1925–2004)
- Svensk Talfilm (1933–1968)
- Svenska Bio (startade 1987)
- Svenska Biografteatern (1907–1919)
- Videvox
- Våra Gårdar
- Värmlands Biografnätverk (startade 2017)

## Biografer i urval

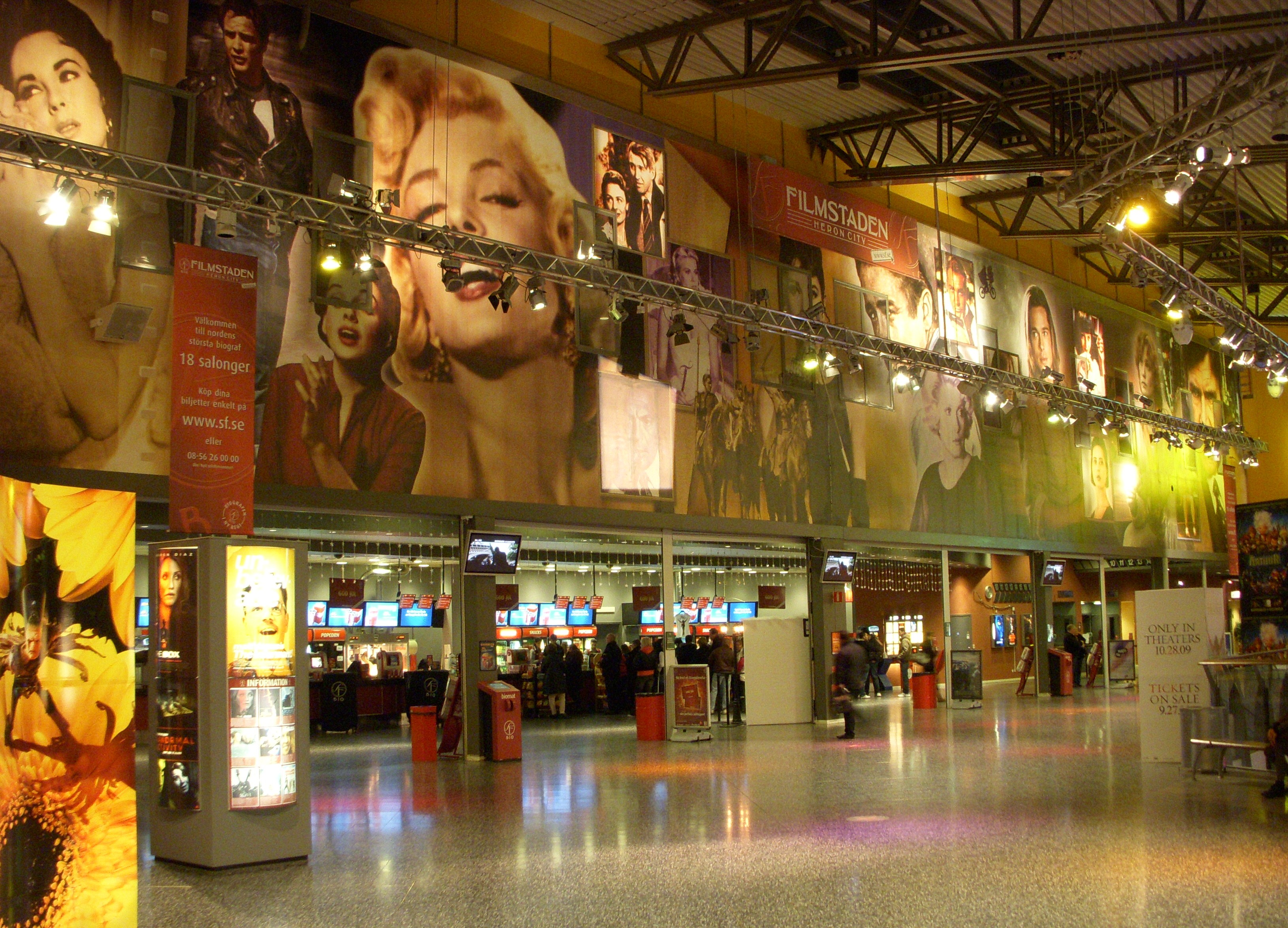
Multibiografen Filmstaden Heron City med 18 salonger i Kungens Kurva, Huddinge kommun.

### Stockholm
- Vinterpalatset, Stockholm – Landets genom tiderna största[källa behövs] biografsalong. Nedlagd och riven 1977.
- Rigoletto, Stockholm – Landets nuvarande största[källa behövs] biografsalong. Stöd för 70 mm film.
- Skandia-Teatern, Stockholm – biograf ritad av Gunnar Asplund. Huvudbiograf för Stockholms filmfestival.
- Zita, Stockholm – Stockholms äldsta biograf i drift[18]
- Filmstaden Vällingby, Stockholm – Exempel på väl bibehållen 50-talssalong som har byggts till med fyra moderna mindre salonger. De gamla delarna är byggnadsminne.
- Filmstaden Heron City, Huddinge – Landets största[källa behövs] multibiograf med 18 salonger
- Filmstaden Scandinavia, Solna – Landets enda[källa behövs] kommersiella IMAX-biograf och landets största[källa behövs] duk. Dolby Atmos 3D-ljud.
- Bio Cosmopolite, Haninge – En av ganska få privatägda biografer i Stockholmsregionen

### Göteborg
- Draken, Göteborg – Singelbiograf med stöd för 70 mm film. Huvudbiograf för Göteborgs filmfestival.
- Filmstaden Bergakungen, Göteborg – Multibiograf med landets fjärde största[källa behövs] dukar i två av salongerna
- Hagabion, Göteborg – Biograf driven av ideell förening

### Övriga Sverige
- Royal, Malmö – Singelbiograf med landets näst största[källa behövs] duk. Stöd för 70 mm film.
- Biostaden, Uddevalla – Landets tredje största[källa behövs] duk. Dolby Atmos 3D-ljud.
- Fyrisbiografen, Uppsala – En av landets äldsta[källa behövs] biografer i drift
- Biografen i Örsundsbro, Enköping – Ursprungligen biograf för ambulerande filmförevisare
- Röda Kvarn, Ängelholm – Landets enda[källa behövs] biograf med aktuellt THX-certifikat
- Biografteatern Scala i Ystad. Sveriges äldsta[källa behövs] biograf byggd för sitt ändamål och fortfarande i drift.
- Saga, Kalmar – Landets äldsta[källa behövs] biograf i oavbruten drift
- Scala Bio, Sölvesborg byggd 1919 för sitt ändamål, fortfarande i oavbruten drift sedan starten 1919.
- Röda Kvarn, Kalix

## K-märkta biografer
- Röda Kvarn, Övertorneå
- Bio Norden, Jokkmokk
- Saga Bio, Herrljunga

## Museum
Biografmuseet i Säter i Dalarna är ett museum som sedan 1989 visar den rörliga bildens historia inom film och television. Museet är beläget vid Järnvägsgatan 26 intill riksväg 70. Säters Film- och Biografmuseum ägs och drivs av Folkets Hus, huvudsakligen med stöd av Säters kommun och är Sveriges enda museum i sitt slag. År 1995 fick museet en Guldbagge för "...dess fina presentation av den rörliga bildens historia". Upphovsman till museet var film- och TV-fotografen Erik Wester (1931-1997), han donerade sin egen samling som utgjorde grunden för utställningen och andra samlare bidrog med ytterligare föremål.

### Fotnoter
1. ↑  Berglund (1993), s. 19
2. ↑  1911-2003., Waldekranz, Rune, ([1971]). Filmvetenskap - ett humanistiskt ämen. OCLC 938179210. http://worldcat.org/oclc/938179210. Läst 29 januari 2019
3. ↑  Jan, Reinholds, ([1987]). Bio i Sverige 1900-1975 : marknad för fotografiska skådespel. Reinholds Text & Förlag. sid. 35. OCLC 465889259. http://worldcat.org/oclc/465889259. Läst 27 november 2018
4. ↑  Furberg (2000), sida 26
5. ↑  Katrineholms-Kuriren (2011) Arkiverad 1 november 2012 hämtat från the Wayback Machine.
6. ↑  agoraspeaks (18 mars 2013). ”Arkaden”. Göteborgs biografer. https://kinnegbg.wordpress.com/2013/03/18/arkaden/. Läst 29 januari 2019.
7. ↑  Kock, Karin; Gårdlund, T.; Gardlund, T. (1942-12). ”Ekonomisk historia”. Ekonomisk Tidskrift 44 (4):  sid. 286. doi:10.2307/3438136. ISSN 0284-7310. http://dx.doi.org/10.2307/3438136. Läst 28 januari 2019.
8. ↑  1947-, Reinholds, Jan, ([1987] ;). Bio i Sverige 1900-1975 : marknad för fotografiska skådespel. Reinholds. sid. 33. OCLC 185820624. http://worldcat.org/oclc/185820624. Läst 29 januari 2019
9. ↑  1947-, Reinholds, Jan, ([1987] ;). Bio i Sverige 1900-1975 : marknad för fotografiska skådespel. Reinholds. sid. 40. OCLC 185820624. http://worldcat.org/oclc/185820624. Läst 27 februari 2019
10. ↑  Torstensson, Rasmus (2016-05-13). The Roaring Twenties: Hur filmen förändrades under 20-talet. http://www.filmtopp.se/2016/05/13/the-roaring-twenties-hur-filmen-forandrades-under-20-talet/. Läst 27 februari 2019.
11. ↑  ”Konsumentpriser och indexberäkningar åren 1931-1959”. Arkiverad från originalet den 6 mars 2019. https://web.archive.org/web/20190306042939/https://www.scb.se/H/SOS%201911-/Priser%20och%20konsumtion/Konsumentpriser%20och%20indexber%C3%A4kningar%20(SOS)%201931-1994/Konsumentpriser-och-indexberakningar-1931-1959.pdf. Läst 27 Februari 2019.
12. ↑  Furhammar (1991), sida 249
13. ↑  Berglund (1993), sida 170 och 189
14. ↑  Berglund (1993), s. 333
15. ↑  Furhammar (1991), sida 313
16. ↑  Berglund (1993), s. 202
17. ↑  Uppgift enligt GD.se den 2008-06-24
18. ↑  Stockholm, Folkets Bio. ”Stockholms Ã¤ldsta biograf – Zita Folkets Bio Stockholm”. Zita.se. http://zita.se/stockholms-aldsta-biograf. Läst 23 januari 2019.